# Milett Figueroa
María Milett Figueroa Valcárcel (Arequipa, 10 de junio de 1992) es una modelo, actriz, personalidad de televisión e influencer peruana.
Participó en el conocido concurso de belleza Miss Supertalent 2016 en Corea del Sur, en donde obtuvo el primer lugar, siendo la primera ganadora peruana. A esto se suman varias participaciones en programas de telerrealidad de su país, como Combate y Esto es guerra. Además, desarrolló su faceta actoral, participando en series, obras teatrales y películas, siendo reconocida por haber protagonizado la película española Vampiras: Resurección.   
Fue catalogada por el portal El Popular como «la sex symbol del 2014». En su entrevista para el programa peruano La esquina del VAR, Figueroa pidió a la gente que la reconozcan más por su faceta artística que por su aspecto físico.
Como modelo, fue parte de la portada de la revista peruana Cosas Hombre en el año 2014, así como otras revistas como SoHo Perú.  
Actualmente está radicada en Buenos Aires, Argentina.

## Biografía

### Primeros años
Milett Figueroa, hija de padres arequipeños, Juan Carlos Figueroa y Martha Valcárcel Acuña (artista y modelo coronada como miss Playa), nace un 10 de junio de 1992 en la ciudad de Arequipa, Perú. Tiene dos hermanos, incluido Helmuth Linder el cual llegó a ser su mánager. En sus primeros años, vivió en Arequipa, junto con sus familiares Adriana Mercado Valcárcel y Camila Quintanilla. Milett debutó en el modelaje desde la infancia, a los catorce años debutó para la portada de una revista local.

### Carrera televisiva
Debutó en la televisión en 2011 en el fenecido programa Dame que te doy, conducido por Renzo Schuller y Gian Piero Díaz. El mismo año integró las filas de Combate, donde quedó eliminada luego de un mes de competencia. En 2013 ingresó al programa competidor Esto es guerra, donde ganó la cuarta temporada con el equipo de los Leones. Posteriormente, debutó en la actuación en la serie Al fondo hay sitio, interpretando a la ilusión de Lucifer Delgado cuando el protagonista Tito Lara estaba ebrio.
A inicios de 2016, ganó la primera temporada de El gran show.
En enero de 2017, participó en la miniserie Solo una madre.
En 2017 fue parte de la serie De vuelta al barrio, como Ninfa del Río, a la que regresó en 2021, como invitada.
Después de participar en la serie peruana, se encontró alejada de la televisión local, haciendo escasas apariciones. Entre ellas estuvo en el programa El gran chef famosos, que tuvo apariciones adicionales en la final de la primera temporada. Más tarde, viajó a Argentina para participar en el polémico reality show de baile Bailando 2023 como bailarina. En primera instancia, acompañó al locutor y periodista argentino Martín Salwe hasta la tercera ronda, y finalmente, desde la cuarta hasta la novena ronda, se integró como participante oficial hasta abandonar la competencia de este controversial reality show debido a problemas de salud, siendo descalificada.
En 2024, participó como jueza en Cantando. Sus exprofesores, incluida Shantall, afirmaron que solo había recibido algunas clases durante su preparación como cantante.

### Otras participaciones
En 2014 posó para la revista Cosas Hombre y al año siguiente, para la revista Cosas Moda. En el mismo año participa en una canción dirigida por su profesora Shantall Young Oneto y fue presentado en un teatro de Miraflores.
En 2015 hizo su debut en la pantalla grande en la película Al filo de la ley, donde interpreta a Lorena «alias Gata», una prostituta de lujo que se enamora de Vicente Ballota «alias Gringo», personaje interpretado por Renato Rossini. En septiembre ingresó al elenco de Fuerza bruta para realizar coreografías sobre una piscina transparente.
También debutó como cantante estrenando su primer tema titulado Vete, compuesto por Juan Carlos Fernández.
En el mismo año hizo su primera aparición en el teatro para la obra Travesuras conyugales, donde interpreta a Mariana, pareja de Héctor, personaje interpretado por Antonio Pavón. También tuvo una breve colaboración musical con Juan Carlos Fernández y otra para su faceta de empresaria.
En octubre del 2016 participó en la obra Papito piernas largas con Bernie Paz, Olga Zumarán, Merly Morello y Kukuli Morante. En el mismo año, fue invitada al Miss Perú Universo; pero no concursó por motivos de salud. En diciembre, con el respaldo de la organizadora Jessica Newton, dejó la competencia de El gran show: Reyes del show para participar en el certamen Miss Supertalent en Corea del Sur, en el cual ganó.
También participó en la tercera parte de la comedia romántica peruano-mexicana protagonizada por la cantante peruana Maricarmen Marín, La peor de mis bodas 3.

## Vida personal
En el año 2016, mantuvo una relación sentimental con el bailarín profesional Patricio Quiñones, a quien conoció en el programa El gran show, quien fue compañero de baile del programa, relación que duro aproximadamente 2 años, finalizando en el verano del 2018. 
Actualmente, mientras se encuentra ya radicada en Argentina, Milett mantiene una relación de noviazgo con el reconocido presentador y productor de televisión, empresario y dirigente deportivo argentino Marcelo Tinelli desde 2023, a pesar de una diferencia de edad entre ellos. Ambos se conocieron en la 15° temporada del controversial reality show de baile argentino Bailando Argentina, en donde ella fue participante.

## Filmografía
| Año             | Título                 | Personaje                        | Notas                                                     | Ref.   |
| --------------- | ---------------------- | -------------------------------- | --------------------------------------------------------- | ------ |
| 2013            | Al fondo hay sitio     | Lucía Fernanda «Lucifer» Delgado | Invitada especial (temporada 5)                           |        |
| 2015            | Al filo de la ley      | Lorena «Gata»                    | Reparto principal                                         | [ 43 ] |
| 2015            | The Lucky Guy          | Modelo                           |                                                           | [ 44 ] |
| 2016            | El regreso de Lucas    | Dalia                            | Reparto secundario                                        | [ 45 ] |
| 2017            | Solo una madre         | Selena Patiño Gutiérrez          | Reparto principal                                         |        |
| 2017            | Buscando Nirvana       | Fe                               |                                                           | [ 46 ] |
| 2017-2018, 2021 | De vuelta al barrio    | Ninfa del Río Espantoso          | Reparto principal (temporada 1-2); invitada (temporada 4) |        |
| 2018            | ¡Qué difícil es amar!  | Solange                          |                                                           |        |
| 2018            | Amigos en apuros       |                                  | Reparto principal                                         |        |
| 2022            | Vampiras: Resurrección | Adriana                          | Protagonista                                              | [ 47 ] |
| 2023            | La peor de mis bodas 3 | Catalina                         | Reparto principal                                         |        |

| Año  | Título                       | Rol                            | Notas               |
| ---- | ---------------------------- | ------------------------------ | ------------------- |
| 2011 | Dame que te doy              | Modelo                         |                     |
| 2011 | Combate                      | Participante del Equipo Rojo   | ¿? eliminada        |
| 2013 | Esto es guerra 4             | Participante del Equipo Leones | Equipo ganador      |
| 2014 | Esto es guerra 5             | Participante del Equipo Leones | ¿? eliminada        |
| 2014 | Esto es guerra 6             | Participante del Equipo Cobras | Retirada            |
| 2015 | Atrévete                     | Panelista                      |                     |
| 2016 | El Gran Show 15              | Participante                   | Ganadora            |
| 2016 | El Gran show: Reyes del show | Participante                   | Retirada            |
| 2017 | El Gran Show 19              | Participante                   | 5.ª eliminada       |
| 2018 | El Artista del Año           | Participante                   | 1.ª eliminada       |
| 2018 | El gran show: América baila  | Participante                   | 7.º puesto          |
| 2020 | Divas EEG                    | Jurado                         |                     |
| 2021 | La academia                  | Jurado                         |                     |
| 2023 | El gran chef famosos         | Participante                   | 6.ª / 8.ª eliminada |
| 2023 | Bailando 2023                | Participante                   | Descalificada       |
| 2024 | Cantando 2024                | Jurado                         |                     |
| 2025 | Los Tinelli                  | Ella misma                     |                     |
| 2025 | América Hoy                  | Conductora                     |                     |

## Teatro
| Año  | Título                      | Rol                  | Notas                                 |
| ---- | --------------------------- | -------------------- | ------------------------------------- |
| 2015 | Travesuras conyugales       | Mariana              | Rol principal, Teatro Canout          |
| 2015 | Fuerza bruta                |                      | Invitada, Museo Pedro de Osma         |
| 2016 | Papito piernas largas       | Jerusha «Judy» Abott | Rol principal, Teatro Canout          |
| 2019 | Pantaleón y las visitadoras | La Brasilera         | Rol principal, Teatro Peruano Japonés |
| 2021 | Pandemonium                 | Cossette             | Rol principal, La Cúpula de las Artes |

## Certámenes de belleza
| Año  | Título                        | Notas                                           |
| ---- | ----------------------------- | ----------------------------------------------- |
| 2016 | Miss Supertalent of the World | Ganadora Premio especial al mejor traje de baño |